# Dinastía Nanda

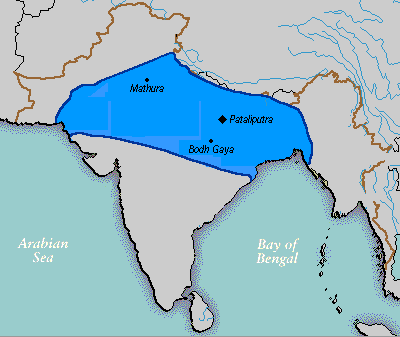
El imperio nanda en su máxima extensión (bajo el dominio de Dhana Nanda) cerca del 323 a. C.

La dinastía nanda fue establecida por un hijo ilegítimo del rey Mahanandin, de la anterior dinastía sísunaga. Mahapadma Nanda reinó por 88 años según la tradición, por lo tanto, gobernó la mayor parte del período de esta dinastía, que duró aproximadamente 100 años. Esta dinastía fue seguida por la dinastía mauria. 
Al primer rey nanda (Maja Padma Nanda) se le ha descrito como el destructor de todo los kshatriyas (la segunda casta, de los militares). Derrotó a los pueblos iksuakús, panchalas, kasis, harhayas, kalingas, asmakas, kurus, maithilas, surasenas, vitihotras, etc. Amplió su territorio hasta el sur de Deccan. 
El último rey nanda fue Dhana Nanda. Plutarco dice que Chandragupta Mauria pudo derrocar a Dhana Nanda debido a la tiranía que este ejercía sobre su pueblo. 
La dinastía nanda que usurpó el trono de la dinastía sísunaga era de origen bajo. Algunas fuentes indican que el fundador, Majá Padma, era hijo de una madre sudrá (la cuarta casta, de los siervos); otras que nació de la unión de un peluquero con un cortesana (ambos sudrás). Nanda fue la primera de las dinastías del norte de la India de origen no chatría. 
A la dinastía nanda se le describe a veces como los primeros constructores del imperio en la India. Heredaron el gran reino de Magadha y deseaban ampliarlo hacia fronteras más distantes. Para este propósito acumularon un gran ejército que consistía en 20 000 tropas de caballería, 200 000 infantes, 2000 carros de guerra y 3000 elefantes.
En cambio Plutarco estimó unos 8000 carros y 6000 elefantes.
Pero los nandas (en ese entonces Dhana Nanda) nunca tuvieron la oportunidad de utilizar este ejército contra los indogriegos, que invadieron la India, puesto que la campaña de Alejandro terminó en el Panyab. (Algunos eruditos son de la opinión que Alejandro confinó su conquista a los llanos de Panyab por temor al poderoso ejército nanda). 
Los nandas realizaron una recolección metódica de impuestos por parte de funcionarios regularmente designados para el sistema administrativo. La arcas del reino fueron llenadas continuamente, la abundancia del Gobierno nanda era bien conocida. 
Los proyectos y canales de irrigación fueron construidos por los nanda. La posibilidad de una estructura imperial basada en una economía esencialmente agraria comenzó a germinar en la mente de la población india. Pero el desarrollo adicional de los nanda fue cortado brevemente por Chandra Gupta Mauria y su mentor Kautalia Chanakia.

## Fin de la dinastía
Dhana Nanda fue destronado por Chanakia en una batalla, para luego ser sustituido por ChandraGupta Mauria, un joven aventurero.
Dhana Nanda fue asesinado en el año 321 a. C., lo que finalmente señaló el advenimiento de la era maurya.

## Reyes de la dinastía
- Majá Padma Nanda c. ¿424?-¿362 a. C.?[4]
- Pandhuka
- Panghupati
- Bhuta Pala
- Rastra Pala
- Govishanaka
- Dashasidhaka
- Kaivarta
- Dhana Nanda, o Argames (f. 321 a. C.